# 天卫十六

不规则逆行轨道

天卫十六（S/1997 U 1，Caliban）是环绕天王星运行的一颗卫星。它是離天王星第五遠逆行衛星。